# Васильев, Михаил Анатольевич
Михаи́л Анато́льевич Васи́льев (4 марта 1961, Учкудук, Бухарская область, Узбекская ССР — 25 февраля 2025, Москва, Россия) — советский гандболист, олимпийский чемпион 1988 года и чемпион мира 1982 года. Заслуженный мастер спорта СССР (1982). Провёл 189 игр за сборную СССР.

## Биография
Родился в Учкудуке, мать — Елена Алексеевна, отец — Анатолий Михайлович, старший брат — Вячеслав. Начинал заниматься гандболом в Узбекской ССР, сначала в Учкудуке у Генни Заргарова, затем в Республиканской общеобразовательной школе-интернате в Ташкенте, там его тренером был Фёдор Абдрахманов. В 1979 году был призван в армию и попал в московский ЦСКА.
С 1979 года играл за ЦСКА, в конце 1980-х годов одним из первых советских гандболистов уехал выступать за иностранный клуб (немецкий «Вупперталь»). Завершив карьеру игрока в 1998 году, остался жить и работать тренером в Германии. Был помощником Вигго Сигурдссона в «Вуппертале», возглавлял «Эмпор», «ВТБ/Альтйюрден», «Вупперталь» и «Бергише Пантер».
После окончания карьеры тренера работал мастером-наладчиком машин фирмы Hako. Проживал в Германии.
Жена — Светлана (познакомились в спортинтернате Ташкенте в конце 1970-х годов, где Светлана занималась лёгкой атлетикой), свадьба состоялась 2 апреля 1982 года. Дочь Анна, сын Михаил.
Умер 25 февраля 2025 года в Москве, куда приехал из Германии по личным делам осенью 2024 года. Похоронен на Домодедовском кладбище.

## Достижения
- Олимпийский чемпион 1988
- Чемпион мира 1982
- Чемпион Игр доброй воли 1986
- Серебряный призер Игр «Дружба-84»
- Чемпион СССР 1982, 1983, 1987
- Обладатель Кубка европейских чемпионов ЕГФ 1987/88
- Обладатель Кубка обладателей Кубков ЕГФ 1986/87